# Лісова Волиця
Лісова́ Волиця — село в Україні, у Антонінській селищній громаді Хмельницького району Хмельницької області. Населення становить 464 особи.

## Історія
У 1838 році кн. Евстафій Сангушко подарував своїй онуці кн. Марії Романівні с. Волиця Татарська з 90 селянами чоловічої статі.
У 1906 році село Волиця Татарська Антонінської волості Ізяславського повіту Волинської губернії. Відстань від повітового міста 39 верст, від волості 6. Дворів 90, мешканців 550
7 (20) листопада 1917 року, відповідно до.Третього Універсалу Української Центральної Ради, увійшло до складу Української Народної Республіки.
12 червня 2020 року, відповідно до розпорядження Кабінету Міністрів України № 727-р «Про визначення адміністративних центрів та затвердження територій територіальних громад Хмельницької області», увійшло до складу Антонінської селищної громади.
19 липня 2020 року, після ліквідації Красилівського району, село увійшло до Хмельницького району.